# Golden Crown
Golden Crown (persisch تاج طلایی, DMG tāǧ-e ṭālīyā, ‚Goldene Krone‘) war das nationale Kunstflug-Display-Team Irans und ein Teil der ehemaligen kaiserlichen iranischen Luftwaffe.

## Geschichte
Golden Crown wurde offiziell im Jahr 1958 gegründet. Vierzehn iranische Piloten reisten zum Flugplatz Fürstenfeldbruck in Deutschland, um Kunstflug in Jet-Flugzeugen zu erlernen. Neun von ihnen kehrten nach ein paar Monaten nach Iran zurück, während die restlichen fünf mit der Ausbildung fortfuhren. Nach 72 Trainingseinheiten führte das Team seinen ersten Kunstflug unter Nader Jahanbani im Jahr 1958 vor. Es war mit vier Republic F-84G Thunderjet ausgestattet, bis 1959 wuchs die Flotte auf neun F-84 an.
Das Team war stationiert auf dem Internationalen Flughafen Teheran-Mehrabad in der Nähe von Teheran, der Hauptstadt Irans, und später im 100 Kilometer entfernten Kuschk-e Nosrat (auch Kushke Nosrat). Während der Islamischen Revolution im Jahr 1979 wurde das Team mit der Auflösung der kaiserlichen iranischen Luftwaffe ebenfalls aufgelöst.
Das Fliegerass der kaiserlichen iranischen Luftwaffe, Yadollah Javadpour, war ein Mitglied der Golden Crown von 1975 bis 1978. Auch Yadollah Sharifirad war ein Mitglied der Golden Crown.

## Flugzeuge

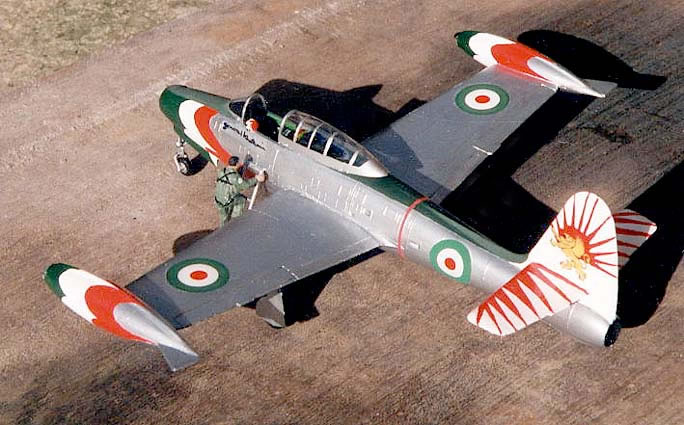
F-84G Thunderjet der Golden Crown.
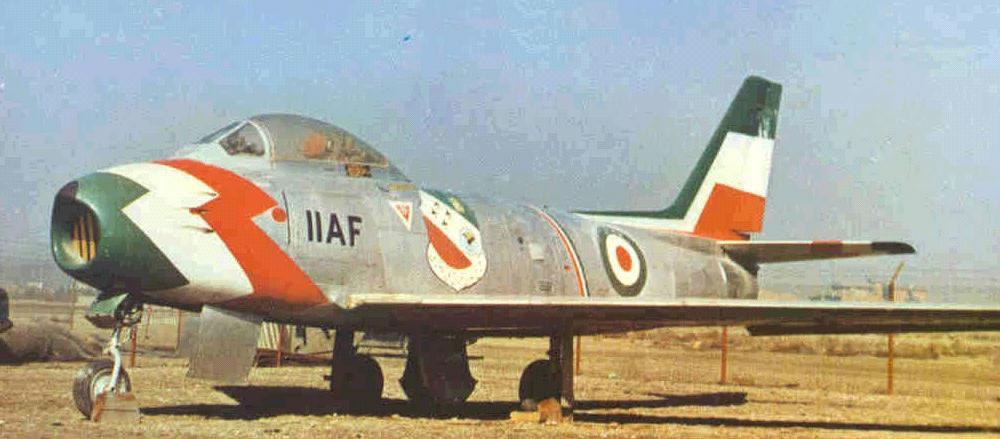
F-86 Sabre der Golden Crown

- Republic F-84 4 Stück im ersten Jahr danach 6 Stück
- North American F-86 6 Stück
- Northrop F-5E  6 Stück